# Ride of Steel (Darien Lake)
Pour les articles homonymes, voir Ride of Steel.
Ride of Steel sont des méga montagnes russes du parc d'attractions Six Flags Darien Lake, situé entre Buffalo et Rochester à Darien, New York, aux États-Unis. Le nom de l'attraction était Superman - Ride Of Steel de 1999 à 2006.

## Le circuit
Le circuit commence avec un lift montant à un point de 62,5 mètres.

## Statistiques
- Taille maximale : 1,93 mètre
- Trains : 2 trains de 8 wagons. Les passagers son placés par deux en deux rangées pour un total de 32 passagers par train.